# Cancan TV
Cancan TV a fost o emisiune axată pe mondenități care s-a difuzat pe Acasă TV de luni până joi de la 22:00 timp de 2 ore și jumătate, fiind prezentată de Ilinca Vandici și Adrian Artene.
Inițial a debutat în primăvara lui 2011 la B1 TV (pe tronsonul de după amiază), după ce postul a fost preluat de Sorin Oancea.
După câteva luni în care ratingul postului era în jurul valorii de 50.000 de telespectatori pe minut (aproximativ 0,4 rating), Cancan TV și B1 TV s-au despărțit. De la sfârșitul lunii august 2011, emisiunea s-a mutat la Kanal D. Tronsonul orar a fost schimbat: seara târziu, la concurență cu Un show păcătos, de pe Antena Stars
Punând cap la cap cifrele de audiență, războiul pe luni dintre Cancan TV și Un show păcătos a fost câștigat de emisiunea de pe Kanal D. În 2012, emisiunea prezentată de Dan Capatos pe Antena 1 nu a depășit niciodată Kanal D, după media pe lună în mediul urban.
Începând din 17 septembrie 2012, de la 22:00 la 00:30, Ilinca Vandici și Adrian Artene prezintă emisiunea Cancan TV pe postul Acasă TV, în direct din platoul amenajat special la Studiourile MediaPro din Buftea, și vor aduce Acasă exclusivități mondene, premiere din showbiz-ul românesc și cele mai picante amănunte din viața celebrităților.